# Madonna mit Kind (Aislingen)

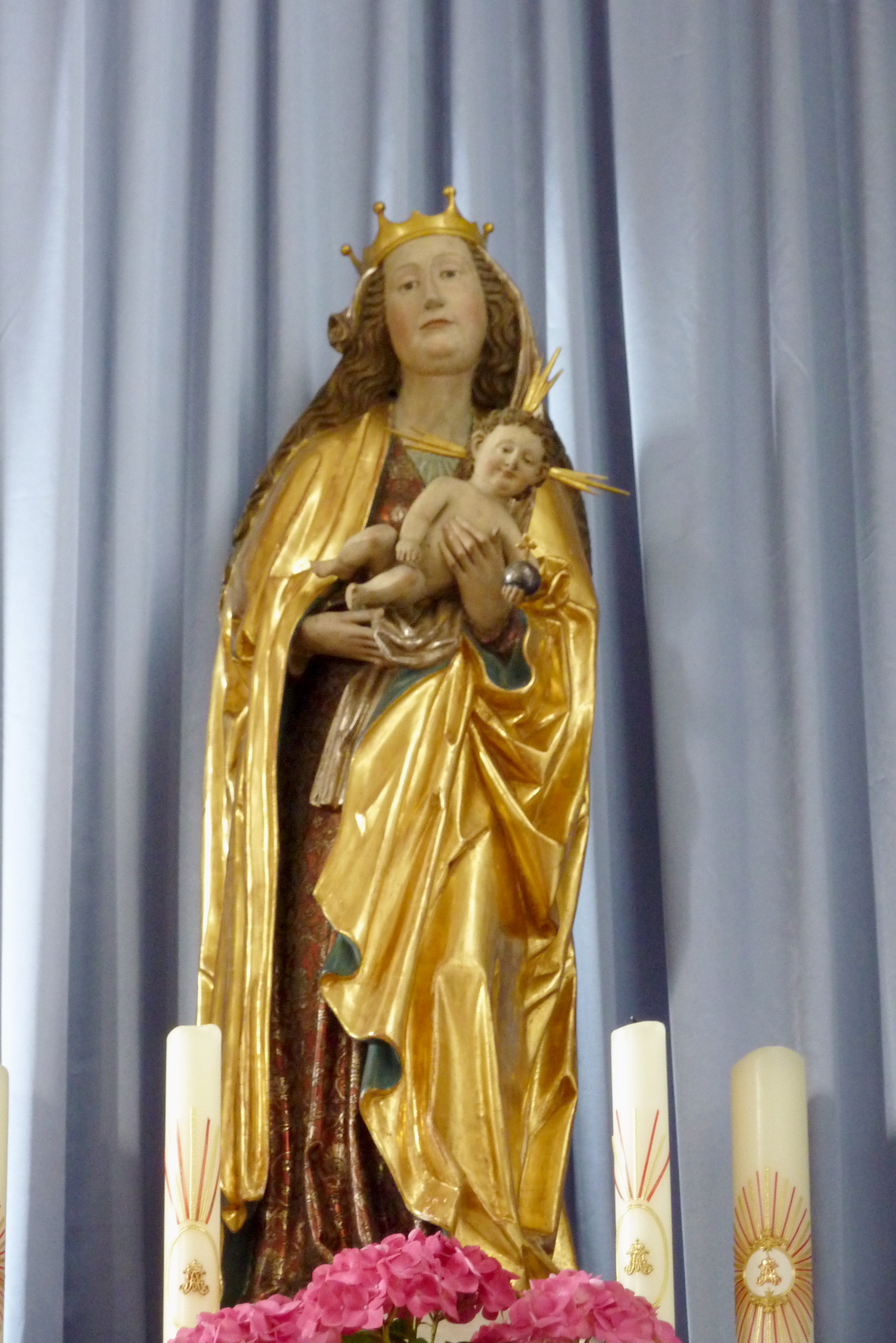
Madonna mit Kind in Aislingen

Die Skulptur Madonna mit Kind in der katholischen Pfarrkirche St. Georg in Aislingen, einer Gemeinde im Landkreis Dillingen an der Donau im bayerischen Regierungsbezirk Schwaben, wurde um 1480 geschaffen. Die spätgotische Skulptur ist als Teil der Kirchenausstattung ein geschütztes Baudenkmal.
Die 1,26 Meter hohe Skulptur aus Holz ist eine schwäbische Arbeit. Sie wurde neu gefasst. 
Das nackte Jesuskind wird von Maria mit beiden Händen gehalten. Maria mit langem Mantel trägt eine Krone auf dem Kopf und das Kind einen Kreuznimbus.